# BBA – Akademie der Immobilienwirtschaft, Berlin
Die BBA – Akademie der Immobilienwirtschaft e. V., Berlin (BBA) mit Sitz im Roxy-Palast im Berliner Ortsteil Schöneberg ist eine Einrichtung im Bereich der beruflichen Weiterbildung für die Wohnungs- und Immobilienwirtschaft in Form eines Vereins. Sie wurde 1993 vom BBU Verband Berlin-Brandenburgischer Wohnungsunternehmen e. V. und dem BFW Landesverband Freier Immobilien- und Wohnungsunternehmen Berlin/Brandenburg e. V. gegründet. Als Verein wird sie inzwischen von über 320 Mitgliedern (Stand: April 2020) getragen, die überwiegend Unternehmen aus der Immobilienwirtschaft sind. Mit ihren branchenbezogenen Aus- und Weiterbildungsangeboten gehört die BBA zu den führenden Akademien für die Immobilienwirtschaft.

## Bildungsangebote
Das Leistungsspektrum der BBA reicht von der privaten Berufsschule für Immobilienkaufleute, die vom Land Berlin als staatlich anerkannte Ersatzschule gefördert wird, über Lehrgänge, Seminare und Fachtagungen bis hin zu Bachelor- und Masterstudiengängen. Bildungsangebote sind zudem auch als Inhouse-Qualifizierung buchbar. Komplettiert wird das Angebot durch firmeninterne Einzelcoachings, Managementgespräche und Bildungsreisen sowie individuelle Personal- und Organisationsentwicklungsmaßnahmen.
Zu den Dozenten zählen Experten aus den Bereichen Wirtschaft, Wissenschaft und Forschung, die in ihren jeweiligen Fachgebieten über umfangreiche Praxis- und Lehrerfahrungen verfügen. Die BBA steht in einem kontinuierlichen Dialog mit der Branche. Die Konzeption und Organisation der angebotenen Veranstaltungen befinden sich somit in einem dynamischen Weiterentwicklungsprozess, der eine stetige Anpassung der Bildungsformate an die Bedürfnisse des Marktes gewährleistet. Als gemeinnütziger Verein setzt die BBA nicht auf Gewinnmaximierung, sondern richtet ihre Arbeit ausschließlich danach aus, ein optimales Bildungsangebot bereitzustellen. Hierbei orientiert sie sich an den Grundsätzen der Sozialen Marktwirtschaft und berücksichtigt die unterschiedlichen Anbieter- und Arbeitsstrukturen sowie damit verbundene Geschäftsmodelle ihrer Kunden. Die Überschüsse der BBA fließen in die Neu- und Weiterentwicklung von Bildungsprodukten, über die ihre Mitglieder mitbestimmen können.

## Berufsbegleitende Lehrgänge
Die Immobilienwirtschaft ist ein dynamischer Wirtschaftszweig in Deutschland. Entsprechend groß ist der Bedarf an gut ausgebildeten Fachkräften. Die BBA hat aus diesem Grund berufsbegleitende Lehrgänge entwickelt, die sowohl auf eine Experten- als auch Managementkarriere vorbereiten. Die Vermittlung der Inhalte erfolgt durch ausgewählte Branchenexperten. Das integrierte Bildungskonzept der BBA bietet eine stufenweise Qualifizierung in der Immobilienwirtschaft – somit können die persönlichen Karrieremöglichkeiten entlang der individuellen Interessenschwerpunkte gestaltet werden. Der Unterricht findet in kleinen Gruppen statt, die ein optimales Lernumfeld gewährleisten. Die Dauer der Veranstaltungen und Lehrgänge ist unterschiedlich, gemeinsam ist allen das berufsbegleitende Format. Zudem können ein Teil des Unterrichtsstoffs sowie dazugehörende Übungen ortsungebunden mit Hilfe einer digitalen Lernplattform bearbeitet werden. Für die unterschiedlichen Lehrgänge gibt es verschiedene Fördermöglichkeiten und Stipendien.

### Karrierelehrgänge
- Immobilienkaufmann/-frau (BBA/IHK)
- Geprüfte/-r Immobilienfachwirt/-in (BBA/IHK)
- Immobilien-Ökonom/-in (GdW)
- Immobilien-Ökonom/-in (GdW) – Nachgraduierung (BBA/IHK)

### Zertifikatslehrgänge
- Bilanzbuchhalter/-in (BBA)
- Geprüfte/-r Verwalter/-in (IHK)
- Geprüfte/-r WEG-Spezialist/-in (BBA/IHK)
- Immobilienmakler/-in (IHK)
- Technische/-r Objektmanager/-in (IHK)
- Zertifizierte/-r Assistent/-in (BBA)
- Zertifizierte/-r Controller/-in (BBA)
- Zertifizierte/-r Fachmann/-frau Sozialmanagement in der Wohnungswirtschaft (BBA)
- Zertifizierte/-r Hausmeister/-in (BBA)

## Studiengänge
Qualifizierte Führungskräfte, die über strategische Erfahrungen und exzellentes Fachwissen verfügen, sind in der Immobilienwirtschaft sehr gefragt. Die unternehmerische Praxis auf akademischem Niveau zu durchdringen, neue Lösungswege für komplexe immobilienwirtschaftliche Fragestellungen aufzuzeigen und gesamtwirtschaftliche Veränderungen frühzeitig zu erkennen, sind immer wichtigere Kenntnisse und Fähigkeiten, um sich für anspruchsvolle Positionen zu qualifizieren. Für die Karriere in der Immobilienwirtschaft ist ein Studium mittlerweile eine nahezu unabdingbare Voraussetzung. Aus diesem Grund bietet die BBA Studiengänge an, die die Teilnehmer für Führungsaufgaben qualifizieren: Das Studium zum Bachelor Immobilienmanagement sowie das Studium zum Bachelor Real Estate im Format des Distance Learning. (Dieses Prinzip ermöglicht ortsungebundenes Lernen.) Der MBA-Studiengang Real Estate Management rundet das Konzept ab. Alle Studiengänge werden in Zusammenarbeit mit Hochschulen angeboten. Dabei gewährleisten diese die akademische Anerkennung und die Qualität der Lehre. Die BBA steuert die branchenrelevante Erfahrung bei. Das Studium der Immobilienwirtschaft steht all jenen offen, die eine berufliche Karriere in der Immobilienwirtschaft planen. Sie sind berufs- bzw. ausbildungsbegleitend möglich, sodass den Teilnehmern keine Nachteile entstehen. Zudem wird ein Teil des Unterrichtsstoffs ortsungebunden über eine digitale Lernplattform angeboten.
- B. A. Immobilienmanagement
- B. A. Real Estate (Distance Learning)
- MBA Business Administration – Real Estate Management

## Auszeichnung
Im Jahr 2009 erreichte die BBA als Finalist beim Wettbewerb „Deutschland Kundenchampions“ einen Platz unter den Top 10 der kundenfreundlichsten Unternehmen.

## Vorstand und Verwaltungsrat
- Management der BBA